# Dragutin Skoko
Dragutin Skoko, hrvaški geofizik, pedagog in akademik, * 24. julij 1930, Karlovec -  6. september 2024, Zagreb.
Skoko je bil predavatelj na Naravoslovno-matematični fakulteti v Zagrebu, član Hrvaške akademije znanosti in umetnosti oz. bivše Jugoslovanske akademije znanosti in umetnosti.